# Copa de Brasil
La Copa de Brasil (Copa do Brasil en portugués) es un torneo de fútbol jugado por noventa y dos equipos, representando los veintiséis estados de Brasil y al Distrito Federal. Entre los años 2000 y 2013, a los equipos que participaban en la Copa Libertadores no se les permitía jugar en esta Copa. El club con mayor cantidad de títulos es el Cruzeiro de Belo Horizonte con 6 títulos.
A partir de la temporada 2013, el torneo pasó a desarrollarse entre marzo y noviembre de cada año, y con la participación de 92 equipos, incluso los que participaron de la Copa Libertadores del año corriente.
El campeón de la Copa de Brasil obtiene un cupo para jugar la Copa Libertadores y la Supercopa de Brasil del año siguiente. 
El actual campeón es Flamengo.

## Historial
| Año  | Club local                                              | Resultado        | Club visitante       | Estadio                   | Ciudad, Estado                   |
| ---- | ------------------------------------------------------- | ---------------- | -------------------- | ------------------------- | -------------------------------- |
| 1989 | Sport Recife                                            | 0 - 0            | Grêmio               | Estadio Ilha do Retiro    | Recife, Pernambuco               |
| 1989 | Grêmio                                                  | 2 - 1            | Sport Recife         | Estadio Olímpico          | Porto Alegre, Rio Grande do Sul  |
| 1989 | Grêmio vence 2–1 en agregado.                           |                  |                      |                           |                                  |
| 1990 | Flamengo                                                | 1 - 0            | Goiás                | Municipal de Juiz de Fora | Juiz de Fora, Minas Gerais       |
| 1990 | Goiás                                                   | 0 - 0            | Flamengo             | Serra Dourada             | Goiânia, Goiás                   |
| 1990 | Flamengo vence 1–0 en agregado.                         |                  |                      |                           |                                  |
| 1991 | Grêmio                                                  | 1 - 1            | Criciúma             | Estadio Olímpico          | Porto Alegre, Rio Grande do Sul  |
| 1991 | Criciúma                                                | 0 - 0            | Grêmio               | Estadio Heriberto Hülse   | Criciúma, Santa Catarina         |
| 1991 | Criciúma vence por ventaja de goles fuera de casa.      |                  |                      |                           |                                  |
| 1992 | Fluminense                                              | 2 - 1            | Internacional        | Estadio das Laranjeiras   | Río de Janeiro, Río de Janeiro   |
| 1992 | Internacional                                           | 1 - 0            | Fluminense           | Estadio Beira-Rio         | Porto Alegre, Rio Grande do Sul  |
| 1992 | Internacional vence por ventaja de goles fuera de casa. |                  |                      |                           |                                  |
| 1993 | Grêmio                                                  | 0 - 0            | Cruzeiro             | Estadio Olímpico          | Porto Alegre, Rio Grande do Sul  |
| 1993 | Cruzeiro                                                | 2 - 1            | Grêmio               | Estadio Mineirão          | Belo Horizonte, Minas Gerais     |
| 1993 | Cruzeiro vence 2–1 en agregado.                         |                  |                      |                           |                                  |
| 1994 | Ceará                                                   | 0 - 0            | Grêmio               | Estadio Castelão          | Fortaleza, Ceará                 |
| 1994 | Grêmio                                                  | 1 - 0            | Ceará                | Estadio Olímpico          | Porto Alegre, Rio Grande do Sul  |
| 1994 | Grêmio vence 1–0 en agregado.                           |                  |                      |                           |                                  |
| 1995 | Corinthians                                             | 2 - 1            | Grêmio               | Estadio Pacaembu          | São Paulo, São Paulo             |
| 1995 | Grêmio                                                  | 0 - 1            | Corinthians          | Estadio Olímpico          | Porto Alegre, Rio Grande do Sul  |
| 1995 | Corinthians vence 3–1 en agregado.                      |                  |                      |                           |                                  |
| 1996 | Cruzeiro                                                | 1 - 1            | Palmeiras            | Estadio Mineirão          | Belo Horizonte, Minas Gerais     |
| 1996 | Palmeiras                                               | 1 - 2            | Cruzeiro             | Estadio Palestra Itália   | São Paulo, São Paulo             |
| 1996 | Cruzeiro vence 3–2 en agregado.                         |                  |                      |                           |                                  |
| 1997 | Grêmio                                                  | 0 - 0            | Flamengo             | Estadio Olímpico          | Porto Alegre, Rio Grande do Sul  |
| 1997 | Flamengo                                                | 2 - 2            | Grêmio               | Estadio Maracanã          | Río de Janeiro, Río de Janeiro   |
| 1997 | Grêmio vence por ventaja de goles fuera de casa.        |                  |                      |                           |                                  |
| 1998 | Cruzeiro                                                | 1 - 0            | Palmeiras            | Estadio Mineirão          | Belo Horizonte, Minas Gerais     |
| 1998 | Palmeiras                                               | 2 - 0            | Cruzeiro             | Estadio Morumbi           | São Paulo, São Paulo             |
| 1998 | Palmeiras vence 2–1 en agregado.                        |                  |                      |                           |                                  |
| 1999 | Juventude                                               | 2 - 1            | Botafogo             | Estadio Alfredo Jaconi    | Caxias do Sul, Rio Grande do Sul |
| 1999 | Botafogo                                                | 0 - 0            | Juventude            | Estadio Maracanã          | Río de Janeiro, Río de Janeiro   |
| 1999 | Juventude vence 2–1 en agregado.                        |                  |                      |                           |                                  |
| 2000 | São Paulo                                               | 0 - 0            | Cruzeiro             | Estadio Morumbi           | São Paulo, São Paulo             |
| 2000 | Cruzeiro                                                | 2 - 1            | São Paulo            | Estadio Mineirão          | Belo Horizonte, Minas Gerais     |
| 2000 | Cruzeiro vence 2–1 en agregado.                         |                  |                      |                           |                                  |
| 2001 | Grêmio                                                  | 2 - 2            | Corinthians          | Estadio Olímpico          | Porto Alegre, Rio Grande do Sul  |
| 2001 | Corinthians                                             | 1 - 3            | Grêmio               | Estadio Morumbi           | São Paulo, São Paulo             |
| 2001 | Grêmio vence 5–3 en agregado.                           |                  |                      |                           |                                  |
| 2002 | Corinthians                                             | 2 - 1            | Brasiliense          | Estadio Morumbi           | São Paulo, São Paulo             |
| 2002 | Brasiliense                                             | 1 - 1            | Corinthians          | Estadio Boca do Jacaré    | Taguatinga, Distrito Federal     |
| 2002 | Corinthians vence 3–2 en agregado.                      |                  |                      |                           |                                  |
| 2003 | Flamengo                                                | 1 - 1            | Cruzeiro             | Estadio Maracanã          | Río de Janeiro, Río de Janeiro   |
| 2003 | Cruzeiro                                                | 3 - 1            | Flamengo             | Estadio Mineirão          | Belo Horizonte, Minas Gerais     |
| 2003 | Cruzeiro vence 4–2 en agregado.                         |                  |                      |                           |                                  |
| 2004 | Santo André                                             | 2 - 2            | Flamengo             | Estadio Palestra Itália   | São Paulo, São Paulo             |
| 2004 | Flamengo                                                | 0 - 2            | Santo André          | Estadio Maracanã          | Río de Janeiro, Río de Janeiro   |
| 2004 | Santo André vence 4–2 en agregado.                      |                  |                      |                           |                                  |
| 2005 | Paulista                                                | 2 - 0            | Fluminense           | Estadio Jaime Cintra      | Jundiaí, São Paulo               |
| 2005 | Fluminense                                              | 0 - 0            | Paulista             | Estadio São Januário      | Río de Janeiro, Río de Janeiro   |
| 2005 | Paulista Jundiaí vence 2–0 en agregado.                 |                  |                      |                           |                                  |
| 2006 | Flamengo                                                | 2 - 0            | Vasco da Gama        | Estadio Maracanã          | Río de Janeiro, Río de Janeiro   |
| 2006 | Vasco da Gama                                           | 0 - 1            | Flamengo             | Estadio Maracanã          | Río de Janeiro, Río de Janeiro   |
| 2006 | Flamengo vence 3–0 en agregado.                         |                  |                      |                           |                                  |
| 2007 | Fluminense                                              | 1 - 1            | Figueirense          | Estadio Maracanã          | Río de Janeiro, Río de Janeiro   |
| 2007 | Figueirense                                             | 0 - 1            | Fluminense           | Estádio Orlando Scarpelli | Florianópolis, Santa Catarina    |
| 2007 | Fluminense vence 2–1 en agregado.                       |                  |                      |                           |                                  |
| 2008 | Corinthians                                             | 3 - 1            | Sport Recife         | Estadio Morumbi           | São Paulo, São Paulo             |
| 2008 | Sport Recife                                            | 2 - 0            | Corinthians          | Estadio Ilha do Retiro    | Recife, Pernambuco               |
| 2008 | Sport Recife vence por ventaja de goles fuera de casa.  |                  |                      |                           |                                  |
| 2009 | Corinthians                                             | 2 - 0            | Internacional        | Estadio Pacaembu          | São Paulo, São Paulo             |
| 2009 | Internacional                                           | 2 - 2            | Corinthians          | Estadio Beira-Rio         | Porto Alegre, Rio Grande do Sul  |
| 2009 | Corinthians vence 4–2 en agregado.                      |                  |                      |                           |                                  |
| 2010 | Santos                                                  | 2 - 0            | Vitória              | Estadio Vila Belmiro      | Santos, São Paulo                |
| 2010 | Vitória                                                 | 2 - 1            | Santos               | Estadio Manoel Barradas   | Salvador, Bahia                  |
| 2010 | Santos FC vence 3–2 en agregado.                        |                  |                      |                           |                                  |
| 2011 | Vasco da Gama                                           | 1 - 0            | Coritiba             | Estadio São Januário      | Río de Janeiro, Río de Janeiro   |
| 2011 | Coritiba                                                | 3 - 2            | Vasco da Gama        | Estadio Couto Pereira     | Curitiba, Paraná                 |
| 2011 | Vasco da Gama vence por ventaja de goles fuera de casa. |                  |                      |                           |                                  |
| 2012 | Palmeiras                                               | 2 - 0            | Coritiba             | Arena Barueri             | Barueri, São Paulo               |
| 2012 | Coritiba                                                | 1 - 1            | Palmeiras            | Estadio Couto Pereira     | Curitiba, Paraná                 |
| 2012 | Palmeiras vence 3–1 en agregado.                        |                  |                      |                           |                                  |
| 2013 | Atlético Paranaense                                     | 1 - 1            | Flamengo             | Estadio Vila Capanema     | Curitiba, Paraná                 |
| 2013 | Flamengo                                                | 2 - 0            | Atlético Paranaense  | Estadio Maracanã          | Río de Janeiro, Río de Janeiro   |
| 2013 | Flamengo vence 3–1 en agregado.                         |                  |                      |                           |                                  |
| 2014 | Atlético Mineiro                                        | 2 - 0            | Cruzeiro             | Estadio Independência     | Belo Horizonte, Minas Gerais     |
| 2014 | Cruzeiro                                                | 0 - 1            | Atlético Mineiro     | Estadio Mineirão          | Belo Horizonte, Minas Gerais     |
| 2014 | Atlético Mineiro vence 3–0 en agregado.                 |                  |                      |                           |                                  |
| 2015 | Santos                                                  | 1 - 0            | Palmeiras            | Estadio Vila Belmiro      | Santos, São Paulo                |
| 2015 | Palmeiras                                               | 2 - 1 (4-3 pen.) | Santos               | Allianz Parque            | São Paulo, São Paulo             |
| 2015 | Palmeiras vence 4–3 en tiros desde el punto penal.      |                  |                      |                           |                                  |
| 2016 | Atlético Mineiro                                        | 1 - 3            | Grêmio               | Estadio Mineirão          | Belo Horizonte, Minas Gerais     |
| 2016 | Grêmio                                                  | 1 - 1            | Atlético Mineiro     | Arena do Grêmio           | Porto Alegre, Rio Grande do Sul  |
| 2016 | Grêmio vence 4–2 en agregado.                           |                  |                      |                           |                                  |
| 2017 | Flamengo                                                | 1 - 1            | Cruzeiro             | Estadio Maracanã          | Río de Janeiro, Río de Janeiro   |
| 2017 | Cruzeiro                                                | 0 - 0 (5-3 pen.) | Flamengo             | Estadio Mineirão          | Belo Horizonte, Minas Gerais     |
| 2017 | Cruzeiro vence 5–3 en tiros desde el punto penal.       |                  |                      |                           |                                  |
| 2018 | Cruzeiro                                                | 1 - 0            | Corinthians          | Estadio Mineirão          | Belo Horizonte, Minas Gerais     |
| 2018 | Corinthians                                             | 1 - 2            | Cruzeiro             | Arena Corinthians         | São Paulo, São Paulo             |
| 2018 | Cruzeiro vence 3–1 en agregado.                         |                  |                      |                           |                                  |
| 2019 | Athletico Paranaense                                    | 1 - 0            | Internacional        | Arena da Baixada          | Curitiba, Paraná                 |
| 2019 | Internacional                                           | 1 - 2            | Athletico Paranaense | Estadio Beira-Rio         | Porto Alegre, Rio Grande do Sul  |
| 2019 | Athletico Paranaense vence 3–1 en agregado.             |                  |                      |                           |                                  |
| 2020 | Grêmio                                                  | 0 - 1            | Palmeiras            | Arena do Grêmio           | Porto Alegre, Rio Grande do Sul  |
| 2020 | Palmeiras                                               | 2 - 0            | Grêmio               | Allianz Parque            | São Paulo, São Paulo             |
| 2020 | Palmeiras vence 3–0 en agregado.                        |                  |                      |                           |                                  |
| 2021 | Atlético Mineiro                                        | 4 - 0            | Athletico Paranaense | Estadio Mineirão          | Belo Horizonte, Minas Gerais     |
| 2021 | Athletico Paranaense                                    | 1 - 2            | Atlético Mineiro     | Arena da Baixada          | Curitiba, Paraná                 |
| 2021 | Atlético Mineiro vence 6–1 en agregado.                 |                  |                      |                           |                                  |
| 2022 | Corinthians                                             | 0 - 0            | Flamengo             | Arena Corinthians         | São Paulo, São Paulo             |
| 2022 | Flamengo                                                | 1 - 1 (6-5 pen.) | Corinthians          | Estadio Maracanã          | Río de Janeiro, Río de Janeiro   |
| 2022 | Flamengo vence 6–5 en tiros desde el punto penal.       |                  |                      |                           |                                  |
| 2023 | Flamengo                                                | 0 - 1            | São Paulo            | Estadio de Maracaná       | Río de Janeiro, Río de Janeiro   |
| 2023 | São Paulo                                               | 1 - 1            | Flamengo             | Estadio Morumbi           | São Paulo, São Paulo             |
| 2023 | São Paulo vence 2–1 en agregado.                        |                  |                      |                           |                                  |
| 2024 | Flamengo                                                | 3 - 1            | Atlético Mineiro     | Estadio de Maracaná       | Río de Janeiro, Río de Janeiro   |
| 2024 | Atlético Mineiro                                        | 0 - 1            | Flamengo             | Arena MRV                 | Belo Horizonte, Minas Gerais     |
| 2024 | Flamengo vence 4–1 en agregado.                         |                  |                      |                           |                                  |

## Títulos por equipo
| Club                | Estado             | Títulos | Años campeón                       | Subcampeonatos | Años subcampeón              |
| ------------------- | ------------------ | ------- | ---------------------------------- | -------------- | ---------------------------- |
| Cruzeiro            | Minas Gerais       | 6       | 1993, 1996, 2000, 2003, 2017, 2018 | 2              | 1998, 2014                   |
| Flamengo            | Río de Janeiro     | 5       | 1990, 2006, 2013, 2022, 2024       | 5              | 1997, 2003, 2004, 2017, 2023 |
| Grêmio              | Río Grande del Sur | 5       | 1989, 1994, 1997, 2001, 2016       | 4              | 1991, 1993, 1995, 2020       |
| Palmeiras           | São Paulo          | 4       | 1998, 2012, 2015, 2020             | 1              | 1996                         |
| Corinthians         | São Paulo          | 3       | 1995, 2002, 2009                   | 4              | 2001, 2008, 2018, 2022       |
| Atlético Mineiro    | Minas Gerais       | 2       | 2014, 2021                         | 2              | 2016, 2024                   |
| Fluminense          | Río de Janeiro     | 1       | 2007                               | 2              | 1992, 2005                   |
| Internacional       | Río Grande del Sur | 1       | 1992                               | 2              | 2009, 2019                   |
| Atlético Paranaense | Paraná             | 1       | 2019                               | 2              | 2013, 2021                   |
| Sport Recife        | Pernambuco         | 1       | 2008                               | 1              | 1989                         |
| Vasco da Gama       | Río de Janeiro     | 1       | 2011                               | 1              | 2006                         |
| Santos              | São Paulo          | 1       | 2010                               | 1              | 2015                         |
| São Paulo           | São Paulo          | 1       | 2023                               | 1              | 2000                         |
| Criciúma            | Santa Catarina     | 1       | 1991                               | -              |                              |
| Juventude           | Río Grande del Sur | 1       | 1999                               | -              |                              |
| Santo André         | São Paulo          | 1       | 2004                               | -              |                              |
| Paulista            | São Paulo          | 1       | 2005                               | -              |                              |
| Coritiba            | Paraná             | -       |                                    | 2              | 2011, 2012                   |
| Goiás               | Goiás              | -       |                                    | 1              | 1990                         |
| Ceará               | Ceará              | -       |                                    | 1              | 1994                         |
| Botafogo            | Río de Janeiro     | -       |                                    | 1              | 1999                         |
| Brasiliense         | Distrito Federal   | -       |                                    | 1              | 2002                         |
| Figueirense         | Santa Catarina     | -       |                                    | 1              | 2007                         |
| Vitória             | Bahía              | -       |                                    | 1              | 2010                         |

## Títulos por estado
| Estado             | Títulos | Clubes                                                                                    |
| ------------------ | ------- | ----------------------------------------------------------------------------------------- |
| São Paulo          | 11      | Palmeiras (4), Corinthians (3), Santos (1), Santo André (1), Paulista (1), São Paulo (1). |
| Minas Gerais       | 8       | Cruzeiro (6), Atlético Mineiro (2).                                                       |
| Río Grande del Sur | 7       | Grêmio (5), Internacional (1), Juventude (1).                                             |
| Río de Janeiro     | 7       | Flamengo (5), Vasco da Gama (1), Fluminense (1).                                          |
| Santa Catarina     | 1       | Criciúma (1).                                                                             |
| Pernambuco         | 1       | Sport Recife (1).                                                                         |
| Paraná             | 1       | Athletico Paranaense (1)                                                                  |

### Goleadores históricos[3][4]
Actualizado al 2022.
| Pos. | Jugador         | Goles | Partidos | Promedio |
| ---- | --------------- | ----- | -------- | -------- |
| 1º   | Fred            | 37    | 56       | 0.67     |
| 2º   | Romário         | 36    | 46       | 0.78     |
| 3º   | Viola           | 29    | 44       | 0.65     |
| 4º   | Oséas           | 28    | 53       | 0.53     |
| 5º   | Paulo Nunes     | 28    | 58       | 0.48     |
| 6º   | Dodô            | 26    | 48       | 0.54     |
| 7º   | Gabriel Barbosa | 26    | 46       | 0.56     |
| 8º   | Léo Gamalho     | 25    | 39       | 0.64     |
| 9º   | Luís Fabiano    | 25    | 37       | 0.67     |
| 10º  | Deivid          | 24    | 34       | 0.70     |
| 11º  | Evair           | 24    | 36       | 0.66     |

### Mayores goleadas
| Equipo           | Resultado | Rival         | Año  |
| ---------------- | --------- | ------------- | ---- |
| Atlético Mineiro | 11–0      | Caiçara       | 1991 |
| São Paulo        | 10–0      | Botafogo - PB | 2001 |
| Santos           | 10–0      | Naviraiense   | 2010 |

## Goleadores por edición
| Año  | Jugador             | Equipo              | Goles |
| ---- | ------------------- | ------------------- | ----- |
| 1989 | Gérson              | Atlético Mineiro    | 7     |
| 1990 | Bizu                | Náutico             | 7     |
| 1991 | Gérson              | Atlético Mineiro    | 6     |
| 1992 | Gérson              | Internacional       | 9     |
| 1993 | Gílson              | Grêmio              | 8     |
| 1994 | Paulinho McLaren    | Internacional       | 6     |
| 1995 | Sávio               | Flamengo            | 7     |
| 1996 | Luizão              | Palmeiras           | 8     |
| 1997 | Paulo Nunes         | Grêmio              | 9     |
| 1998 | Romário             | Flamengo            | 7     |
| 1999 | Dejan Petković      | Vitória             | 8     |
| 1999 | Romário             | Flamengo            | 8     |
| 2000 | Oséas               | Cruzeiro            | 10    |
| 2001 | Washington          | Ponte Preta         | 11    |
| 2002 | Deivid              | Corinthians         | 13    |
| 2003 | Nonato              | Bahia               | 9     |
| 2004 | Alex Alves          | Botafogo            | 8     |
| 2004 | Dauri               | 15 de Novembro      | 8     |
| 2005 | Fred                | Cruzeiro            | 14    |
| 2006 | Valdiram            | Vasco da Gama       | 7     |
| 2007 | André Lima          | Botafogo            | 5     |
| 2007 | Dênis Marques       | Atlético Paranaense | 5     |
| 2007 | Victor Simões       | Figueirense         | 5     |
| 2008 | Edmundo             | Vasco da Gama       | 6     |
| 2008 | Romerito            | Sport Recife        | 6     |
| 2008 | Wellington Paulista | Botafogo            | 6     |
| 2009 | Taison              | Internacional       | 7     |
| 2010 | Neymar              | Santos              | 11    |
| 2011 | Alecsandro          | Vasco da Gama       | 5     |
| 2011 | Rafael Coelho       | Avaí                | 5     |
| 2011 | William             | Avaí                | 5     |
| 2011 | Adriano             | Palmeiras           | 5     |
| 2011 | Kléber              | Palmeiras           | 5     |
| 2012 | Luís Fabiano        | São Paulo           | 8     |
| 2013 | Hernane             | Flamengo            | 8     |
| 2014 | Gabriel Barbosa     | Santos              | 6     |
| 2014 | Bill                | Ceará               | 6     |
| 2014 | Léo Gamalho         | Santa Cruz          | 6     |
| 2016 | Marinho             | Vitória             | 6     |
| 2017 | Léo Gamalho         | Goiás               | 5     |
| 2017 | Lucas Barrios       | Grêmio              | 5     |
| 2017 | Rafael Sóbis        | Cruzeiro            | 5     |
| 2018 | Gabriel Barbosa     | Santos              | 4     |
| 2018 | Neilton             | Vitória             | 4     |
| 2018 | Rômulo              | Avaí                | 4     |
| 2019 | Luciano             | Fluminense          | 5     |
| 2019 | Paolo Guerrero      | Internacional       | 5     |
| 2019 | Pipico              | Santa Cruz          | 5     |
| 2020 | Léo Gamalho         | CRB                 | 6     |
| 2020 | Nenê                | Fluminense          | 6     |
| 2020 | Rodolfo             | América Mineiro     | 6     |
| 2020 | Brenner             | São Paulo           | 6     |
| 2021 | Hulk                | Atlético Mineiro    | 8     |
| 2022 | Germán Cano         | Fluminense          | 5     |
| 2022 | Giuliano            | Corinthians         | 5     |
| 2023 | Lorran              | Nova Mutum          | 5     |
| 2023 | Alef Manga          | Coritiba            | 5     |
| 2023 | Tiquinho Soares     | Botafogo            | 5     |
| 2023 | Pedro               | Flamengo            | 5     |
| 2024 | Pablo Vegetti       | Vasco da Gama       | 7     |

## Entrenadores campeones
| Año  | Club                 | Técnico Campeón         |
| ---- | -------------------- | ----------------------- |
| 1989 | Grêmio               | Cláudio Duarte          |
| 1990 | Flamengo             | Jair Pereira            |
| 1991 | Criciúma             | Luiz Felipe Scolari     |
| 1992 | Internacional        | Antônio Lopes           |
| 1993 | Cruzeiro             | Pinheiro                |
| 1994 | Grêmio               | Luiz Felipe Scolari     |
| 1995 | Corinthians          | Eduardo Amorim          |
| 1996 | Cruzeiro             | Levir Culpi             |
| 1997 | Grêmio               | Evaristo de Macedo      |
| 1998 | Palmeiras            | Luiz Felipe Scolari     |
| 1999 | Juventude            | Valmir Louruz           |
| 2000 | Cruzeiro             | Marco Aurélio           |
| 2001 | Grêmio               | Tite                    |
| 2002 | Corinthians          | Carlos Alberto Parreira |
| 2003 | Cruzeiro             | Vanderlei Luxemburgo    |
| 2004 | Santo André          | Péricles Chamusca       |
| 2005 | Paulista             | Vagner Mancini          |
| 2006 | Flamengo             | Ney Franco              |
| 2007 | Fluminense           | Renato Gaúcho           |
| 2008 | Sport Recife         | Nelsinho Baptista       |
| 2009 | Corinthians          | Mano Menezes            |
| 2010 | Santos               | Dorival Júnior          |
| 2011 | Vasco da Gama        | Ricardo Gomes           |
| 2012 | Palmeiras            | Luiz Felipe Scolari     |
| 2013 | Flamengo             | Jaime de Almeida        |
| 2014 | Atlético Mineiro     | Levir Culpi             |
| 2015 | Palmeiras            | Marcelo Oliveira        |
| 2016 | Grêmio               | Renato Gaúcho           |
| 2017 | Cruzeiro             | Mano Menezes            |
| 2018 | Cruzeiro             | Mano Menezes            |
| 2019 | Athletico Paranaense | Tiago Nunes             |
| 2020 | Palmeiras            | Abel Ferreira           |
| 2021 | Atlético Mineiro     | Cuca                    |
| 2022 | Flamengo             | Dorival Júnior          |
| 2023 | São Paulo            | Dorival Júnior          |
| 2024 | Flamengo             | Filipe Luís             |

### Entrenadores más ganadores
| Técnico             | Títulos | Años campeón           |
| ------------------- | ------- | ---------------------- |
| Luiz Felipe Scolari | 4       | 1991, 1994, 1998, 2012 |
| Mano Menezes        | 3       | 2009, 2017, 2018       |
| Dorival Júnior      | 3       | 2010, 2022, 2023       |
| Levir Culpi         | 2       | 1996, 2014             |
| Renato Gaúcho       | 2       | 2007, 2016             |